# Rio Arama Caprelor
O Rio Arama Caprelor é um rio da Romênia afluente do rio Putna Noroioasă, localizado no distrito de Harghita.